# ماجراهای پسر کوسه‌ای و دختر گدازه‌ای در بعد سوم
ماجراهای پسر کوسه‌ای و دختر گدازه‌ای در بعد سوم (انگلیسی: The Adventures of Sharkboy and Lavagirl in 3-D) فیلمی در ژانر اکشن به کارگردانی رابرت رودریگز است که در سال ۲۰۰۵ منتشر شد.

## خلاصه داستان
داستان در مورد پسر و دختری است که به رویای ابر قهرمان شدن شان می رسند و حالا باید با خطری که سیاره‌شان را تهدید می کند مبارزه کنند...

## بازیگران
- تیلور لاتنر
- کایدن بوید
- جرج لوپز
- دیوید آرکت
- کریستین دیویس
- ساشا پیترسه
- دایان کیتن
- هیلاری داف